# 怒麻国造
怒麻国造（ぬまのくにのみやつこ・ぬまこくぞう）は、怒麻国（令制国の伊予国北部）を支配した国造。

## 概要
『先代旧事本紀』「国造本紀」によれば、神功皇后の御世に、阿岐国造と同祖の飽速玉命の3世孫の若彌尾命を国造に定められたとされる。国造の支配領域は当時怒麻国と呼ばれた地域、後の伊予国野間郡、現在の愛媛県今治市の一部に相当する。
氏神は野間郡の式内社で名神大社である野間神社。初代国造の若彌尾命、その妻である野間姫命、またその祖である飽速玉命を奉斎したことに始まる神社と考えられている。

## 墓
- 大西妙見山古墳
全長55.2メートルの前方後円墳で、古墳時代前期（4世紀）の築造。
- 衣黒山3号墳
全長30メートルの前方後円墳で、古墳時代後期（6世紀）の築造。

## 参考資料
- 角川日本地名大辞典編纂委員会・編『角川日本地名大辞典（愛媛県）』 角川書店、1991年、ISBN 4-04-001380-8、26,516頁